# Ahmed Ramzy
Ahmed Ramzy (en árabe: أحمد رمزي‎; 23 de marzo de 1930 - 28 de septiembre de 2012), fue un actor egipcio. Fue protagonista en muchas películas egipcias en la década de 1950, 1960 y 1970.

## Carrera
Ahmed Ramzy fue descubierto por Helmy Halim en 15 de febrero de 1955, mientras juega al billar en un club. Gracias a Halim tuvo su primer papel como "Ramzy" en Ayyamna al-Holwa (Nuestros Mejores días), junto con Faten Hamama, Abdel Halim Hafez, y su amigo de toda la vida y compañero de escuela Omar Sharif, la película fue un éxito de taquilla.
Los 50 fueron muy buenos para Ramzy, ya que participó en muchas películas y fue muy famoso por el papel del divertido y romántico mujeriego, mientras que en los 60 los nuevos actores jóvenes comenzaron a aparecer tomando más roles de los que tenía Ramzy, pero eso no le impidió seguir a su manera.
En 1960, la realización de películas con más de una estrella principal eran a favor, Ramzy se asoció con otras estrellas o más actores jóvenes como Hassan Youseff, Youssef Fakhr Eddine, Mohamed Awad y otros en unas películas y la moda del trío de estrellas en películas comenzaron con títulos como The 3 wild ones, The 3 adventures y muchas más, que duró hasta principios de los 70.
Durante la década de 1970, Ramzy empezó a Participar en Películas rodadas fuera de Egipto, participando en películas producidas en Italia (como Il Figlio di Spartacus (El hijo de Espartaco)), en Líbano (como Fondok El Saada (Hotel de la Alegría)) y en Siria (como asBanat lil Hob (Mujeres para el amor)).
Sus años de actividad comenzaron a desvanecerse debido a la edad y el estado de ánimo del cine cambiante, su película Al Abtal (Los héroes) de 1974 que coprotagonizó Farid Shawky fue notable por el hecho de que fue la primera película de artes marciales de Egipto y utilizó la banda sonora de Bruce Lee en Enter The Dragon. A mediados de los años 70, Ramzy retiró del cine y desde 1979 hasta 1981 sólo estuvo en dos películas, luego se concentró en su negocio de comercio, aunque estaba convencido de hacer una reaparición en 1999 en la película Ket El Saharaa seguido por la serie de televisión Wajh al-Qamar (cara de luna) con Faten Hamama en 2001.
A inicios del nuevo milenio, Ramzy participó en otra película con el nombre de El Warda El Hamra (La rosa roja) con la actriz Youssra y su última aparición fue en una serie de televisión llamada Hanan W Haneen con su eterno amigo Omar Sharif, Omar Sharif, Jr. (nieto de su amigo) y Kareem Hamdy en 2007.

## Filmografía selecta
- Hanan W Hanin (2010, Televisión) con Omar Sharif
- El Warda El Hamra (2002) con Youssra
- Wajh al-Qamar (2001, serie de televisión) con Faten Hamama
- Hekaya wara kol bab (1979)
- Loghat Al Hob (1974) con (Nahed Sherif)
- Al Amaleka (1974) con Nahed Sherif y Samir Sabry
- Al Abtal (The Heroes) (1974) con Farid Shawky y Mona Gabr
- Banat lil Hob (1973)
- El Bahth An Fedihah (1973) con Adel Emam, Samir Sabry y Mervat Amin
- Adwaa Al Madina (1972) con Shadia and Ahmed Mazhar
- Fondok El Saada (1971)
- Thartharah fawqa al-Nīl (1971)
- Il Figlio di Spartacus (1970)
- Al Saat Al Akhira (1970) con Nabila Ebeid, Yousif Shaaban y Nawal Abou El Fetouh
- Al Saat Al Raheeba (1970) con Nabila Ebeid, Yousif Shaaban y Nawal Abou El Fetouh
- Harebat Men El Hob (1970) con Mervat Amin y Nabila Ebeid
- Heya Wa Al Shayateen (1969) con Shams El Barudy
- Hawaa Wa El Kerd (1968) con Soad Hosny and Mohamed Awad
- Shabab magnoun geddan (1967) con Soad Hosny
- Al Asdekaa Al Thalatha (1966) con Mohamed Awad, El Dief Ahmed y Yousiff Shaaban
- Shakawet Ragala (Awful Men) (1966) con Rushdy Abaza y Soad Hosny
- Al Moghameroon Al Thalatha (1966) con Soad Hosny, Hassan Yousiff y Mohamed Awad
- Laylat El Zefaf (1966) con Soad Hosny y Ahmed Mazhar
- Shaket El Talaba (1966) con Soad Hosny, Rushdy Abaza y Hassan Yousiff
- Hikayat al-'Omr Kolloh (1965) con Farid Al Atrash y Faten Hamama
- AL Ibn Al Mafkood (1965) con Amal Farid y Nagwa Foad
- Eeterafat Zog (1965) con Fouad El Mohandes, Youssef Wahbi, Shwikar y Hind Rostom
- Sobyan We Banat (1965) con Nahed Sherief
- El Ainab el murr (Sour Grapes) (1965) con Lobna Abdel Aziz
- Akher Shakawa (1964) con Hassan Youssif, Mohamed Awad y Zizi El Badrawy
- Awal Hob (1964) con Soad Hosny
- El Naddara el sawdaa (1963) con Nadia Lutfi y Ahmed Mazhar
- La Tutf'e al-Shams (1962)
- El Akh el kabir (1959) con Farid Shawky y Hind Rostom
- Seraa maal hayat (1958)
- Ismail Yassin Fee El Ostool (1957) con Ismail Yasin
- Ibn Hameedo (1957) con Ismail Yasin y Hind Rostom
- Tamr henna (1957) con Naima Akef, Fayza Ahmed y Rushdy Abaza
- Banat el yom (1957) con Abdel Halim Hafez y Magda El Sabahy
- El Wessada el khalia (1957) con Abdel Halim Hafez y Lobna Abdel Aziz
- Al-Qalb Lahu Ahkam (1956) con Faten Hamama
- Hob wa Dumoo` (1956) con Faten Hamama
- Sira` Fi al-Mina (1956) con Omar Sharif y Faten Hamama
- Ayyamna al-Holwa (1955) con Abdel Halim Hafez, Omar Sharif y Faten Hamama